# Bornholms Vestre Provsti
Bornholms Vestre Provsti var indtil 2007 et provsti i Københavns Stift.  Provstiet lå  i Bornholms Regionskommune.
Bornholms Vestre Provsti består af flg. 11 sogne, der nu indgår i Bornholms Provsti:
- Allinge-Sandvig Sogn
- Hasle Sogn
- Klemensker Sogn
- Knudsker Sogn
- Nyker Sogn
- Nylarsker Sogn
- Olsker Sogn
- Rutsker Sogn
- Rø Sogn
- Rønne Sogn
- Vestermarie Sogn